# Bajazzók
A Pagliacci (a. m. bohócok) , magyarul (az északi pajaccsó kiejtés helyett dél-olasz formát követve) Bajazzók, Ruggero Leoncavallo kétfelvonásos operája. A szöveget is a zeneszerző írta. A bemutató 1892. május 21-én volt a milánói Teatro Dal Vermében, Arturo Toscanini vezényletével, 1 óra és 10 perc játékidővel. 
A cselekmény Montalto mellett, Calabriában játszódik 1865 és 1870 között, Nagyboldogasszony napján. A szöveg valóban megtörtént eseményen alapszik, sőt Leoncavallo maga is jelen volt azon az előadáson, amelyen a véres jelenet lejátszódott.

## A mű története
Leoncavallo a Pagliacci című operát a Sonzogno cég pályázatára írta, ahol azonban Pietro Mascagni Parasztbecsület című operája vitte el a pálmát. Mivel a kiírás kifejezetten egyfelvonásos operára vonatkozott, a zsűri nem értékelte a Pagliaccit. A Songzo cég azonban felfigyelt az új operára, és két évvel később, 1892. május 21-én elő is adta a milánói Teatro Dal Verme színpadán. Magyarországon egy évvel később, 1893. március 28-án mutatták be a Magyar Királyi Operaházban. A szövegkönyv ma is használt fordítását Pless Károly készítette. Az előadás nagy sikert aratott, és mindmáig világszerte játsszák.

## Szerepek
| Szerep                                             | Hangtípus     | a premier szereposztása, 1892. május 21. (Karmester: Arturo Toscanini) |
| -------------------------------------------------- | ------------- | ---------------------------------------------------------------------- |
| Canio, a vándorkomédiások vezetője; Pagliaccio     | drámai tenor  | Fiorello Giraud                                                        |
| Nedda, Canio felesége, Silvio szeretője; Colombina | lírai szoprán | Adelina Stehle                                                         |
| Tonio, komédiás; Taddeo                            | hősi bariton  | Victor Maurel                                                          |
| Beppe, komédiás; Arlekino                          | buffo tenor   |                                                                        |
| Silvio, parasztlegény, Nedda szeretője             | lírai bariton | Mario Ancona                                                           |
| Énekkar: a falu népe (közepes létszám)             |               |                                                                        |

## A cselekmény

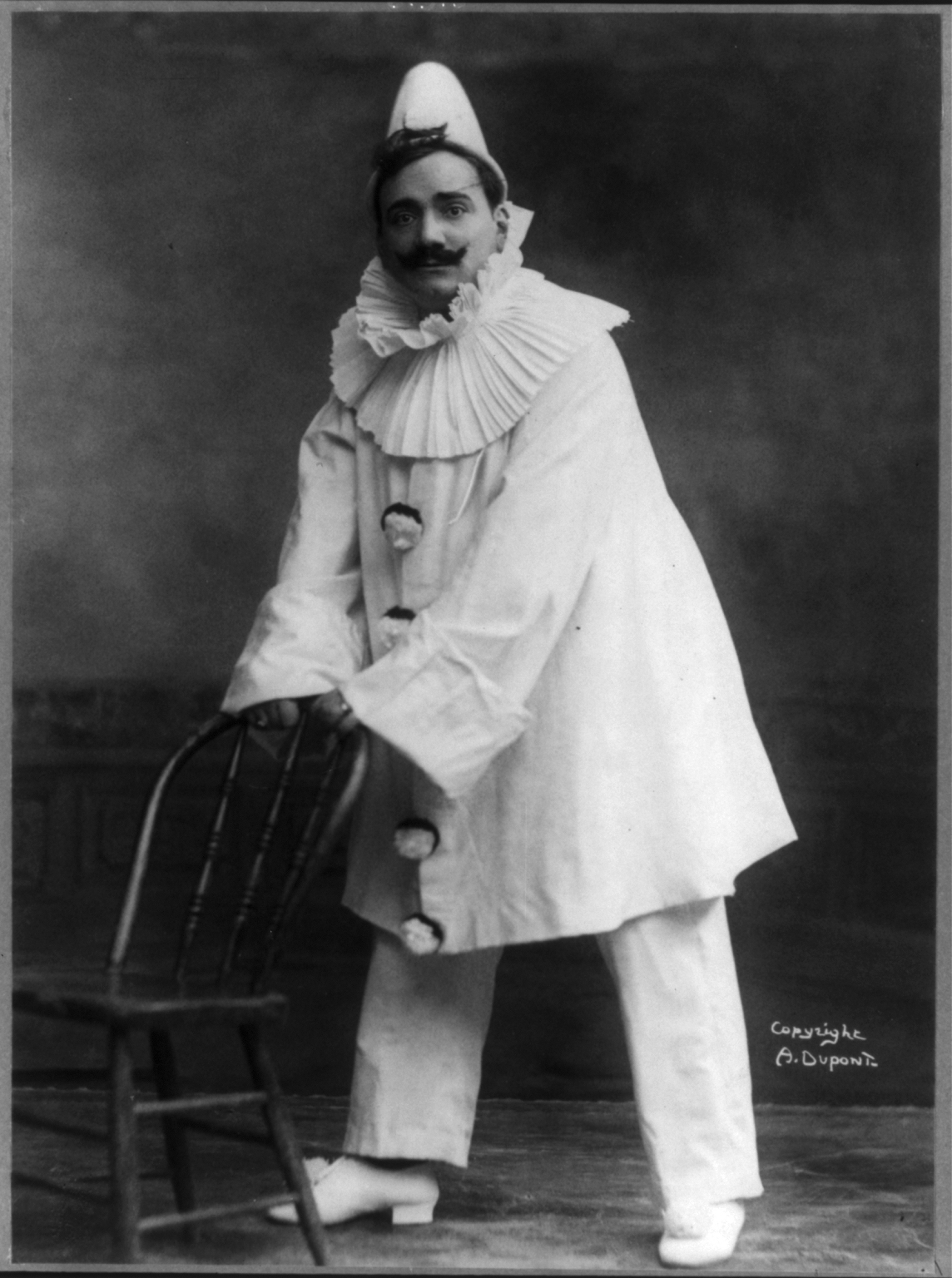
Enrico Caruso Canio szerepében

### Prológ
Az opera egy harsány, figyelemfelhívó zenével kezdődik, amelyet a baritonisták által gyakran külön is előadott Prológ követ: a függöny mögül Tonio, Taddeo jelmezében lép elő és szavaiból a mű, egyben az egész verizmus eszmevilága bontakozik ki, mely szerint a szerző „… egy darab életet” kíván a nézők elé tárni.

### I. felvonás
Az egész falu nagy örömmel fogadja az évről évre visszatérő komédiásokat. A színészek egy szamár húzta kordén érkeznek. Canio, a csoport vezetője a nagydobot veri és közben meghívja a helybélieket az estélyre, a színjáték megtekintésére. Miután megállnak, Tonio le akarja segíteni a kocsiról Neddát, Canio azonban durván elzavarja. Az egyik helybéli paraszt a közeli kocsmába hívja a társulat vezetőjét, Caniót. Egyik társa is csatlakozik, azonban a Tonio nevű komédiás úgy dönt, hogy inkább az állatokat látja el. Ezt látva egy helybéli paraszt azzal tréfálkozik, hogy Tonio biztos Canio feleségének, Neddának udvarol, ezért nem megy a kocsmába. Canio azonban csak a színpadon ismeri a tréfát, és ha Nedda, akire a célzás vonatkozott, valóban félrelépne, akkor „ez lenne a komédia vége…”

A dudások érkezése jelzi, hogy nemsokára elkezdődik a mise, így a falu népe elindul a templom felé. A kórus a harangok kongását utánozza, innen kapta ez a rész a Harangkórus nevet. Miután a társaság elvonult, a komédiások táborában csak Nedda és a testileg torz Tonio maradnak. Nedda visszagondol a előbbi féltékenységi jelenetére és szívét balsejtelem tölti be, ugyanis a házastársi hűség területén nem tiszta a lelkiismerete. Miközben a madarakat figyeli, elvágyódik öreg férje mellől, hogy a madarakhoz hasonlóan szabadon élhessen. Nedda drámai hangulatú Madárdala a madarak repülését idézi. Közben Tonio settenkedik az asszony közelébe és szerelmével ostromolva addig nem tágít, amíg az a kezében levő korbáccsal arcon nem üti. Tonio elrohan és elrejtőzik egy fa mögött, azonban előtte még megfenyegeti Neddát: „…e tettért megbűnhődöl, asszony!”. Közben előlopakodik Silvio, Nedda szeretője és egymás karjaiban az esti találkát tervezgetik. Az asszony még a mai éjszakán örökre ott akarja hagyni a komédiásokat és szerelme mellett kezdene új életet. Miután kihallgatta beszélgetésüket, Tonio Canióért rohan, akivel még idejében érkezik vissza, hogy hallják Nedda utolsó szavait Silvióhoz. A parasztlegénynek sikerül elmenekülnie, Canio késsel a kezében követeli Neddától az idegen csábító nevét, az asszony azonban elszántan tagad. Időközben az esti előadásra összegyűlt a közönség, így a tragédia egyelőre elmarad. Canio hozzáfog arca kifestéséhez és közben azon rágódik, milyen keserű a komédiások sorsa. Ezen a ponton hangzik el az opera legszebb áriája, a Canio által énekelt Vesti la giubba (Kacagj, Bajazzó):

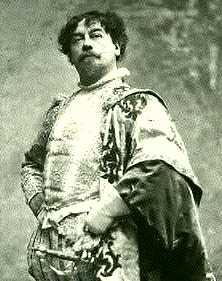
Victor Maurel, Caniókent a bemutatón

 Vesti la giubba?*
Szerep! Míg agyad szinte megszállja a téboly, 

Az ember fönn a színmű mókáit játszva 

Le kell hogy győzze vad dühét!

Eh! Hát te férfi vagy?… 

Nem, csak Pagliaccio! 

öltsd fel zekédet,

Kend be liszttel a képed!

Pénzt ád a néző s mulatni jól akar! 

S ha Arlekinnal Colombina megcsal, 

Kacagj Pagliaccio, s kitör a tapsvihar! 

Ha jajgat lelked, te járd a bolondját, 

Mondj élcet élcre, ha szíved megreped! 

Ah!

Kacagj Pagliaccio, látva szerelmed romját, 

S mókázva rejtsd, ó, rejtsd el égő sebed!…
A két felvonást egy lírai Intermezzo köti össze. Dallamanyaga az előbbi Canio-áriából és a Prológból származik.

### II. felvonás
Az összeállított színpad előtt az egybesereglett falusiak várakoznak a színdarab megkezdésére. Időközben felemelkedik a függöny és megkezdődik a szokásos commedia dell’arte. Mielőtt Canio Pagliaccio jelmezében megjelenne a színen a játék szabályosan zajlik: Nedda Colombinát alakítja, aki elmondja, hogy csak késő estére várja haza a férjét, Pagliacciót. Közben kintről felhangzik Arlecchino szerenádja, majd megérkezik a szolga, Taddeo, akit Tonio alakít, hozza a sült csirkét, ahogyan úrnője parancsolta, de kihasználva az alkalmat, udvarolni kezd úrnőjének. Az ablakon belépő Arlecchino elzavarja az együgyű szolgát, majd Colombinával elfogyasztják a csirkét. A szerelmespár Colombina szökését tervezik, amikor berohan Tonio, hogy közölje: váratlanul megérkezett Colombina férje, Pagliaccio. Colombina ugyanazon szavakkal búcsúzik Arlecchinótól, mint korábban Silviótól: „Ma éjjel örökre a tiéd leszek.” A megcsalt férj szerepét Canio alakítja, az ő felléptével azonban egymásba fonódik a színház és az élet. Nedda Colombina szerepében igyekszik a játék könnyed hangját fenntartani, azonban a lelkében a hűtlenségen rajtakapott asszony rettegése kínozza. Canio már régen nem a szerepét játssza, a közönség azonban mindebből semmit sem vesz észre, sőt egyre lelkesebben tapsol az „élethű” alakítás láttán. Itt hallható a második legismertebb áriája "No, Pagliaccio non son" (Most nincs itt a bohóc!)

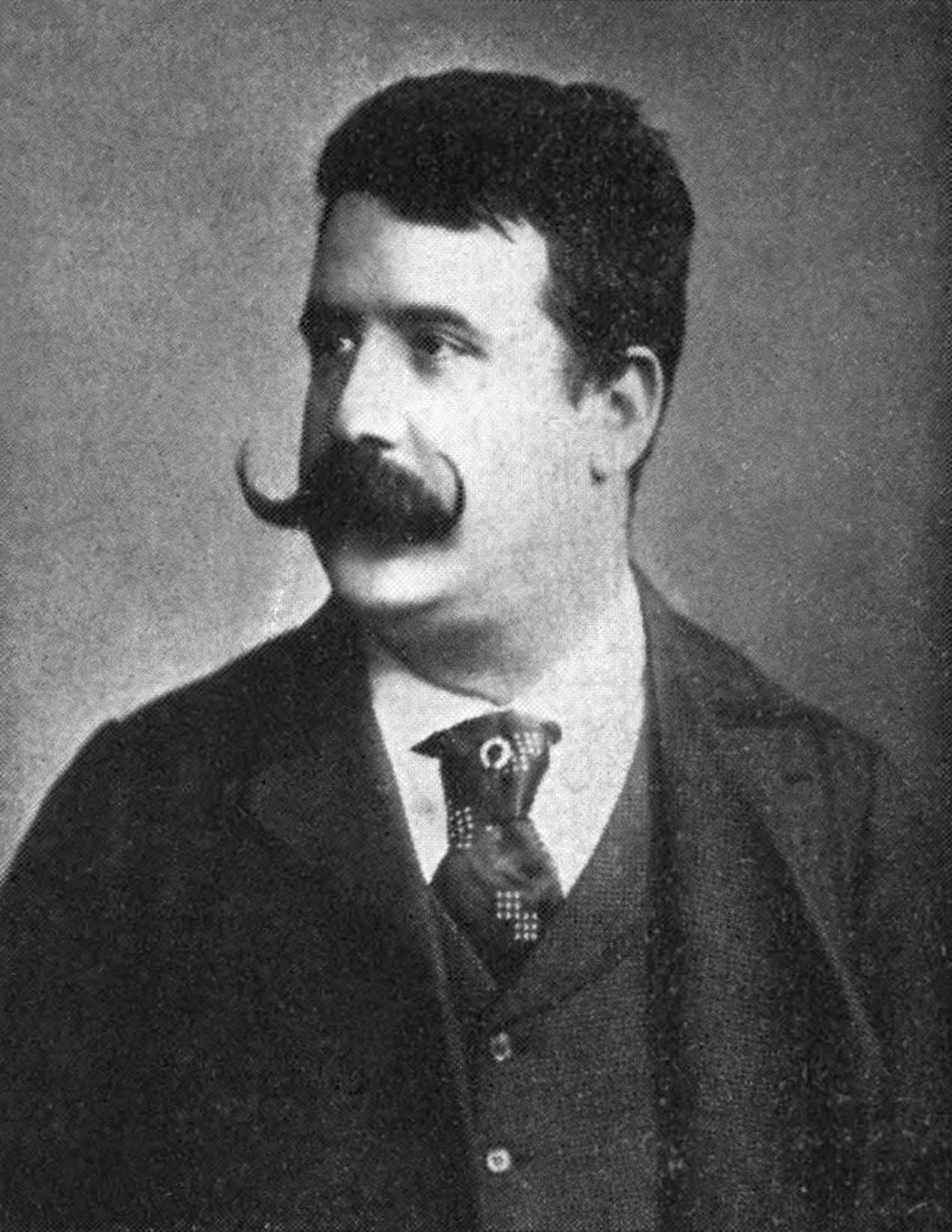
Ruggero Leoncavallo a Bajazzók szerzője

 No Pagliaccio non son?*
Nem! Most nincs itt a bohóc! 

Sápadtá nem a liszt, a bosszúvágy tesz, 

Mely nézi, hol a préda!

Most a férfi van itten,

Ki vérző szívvel vérre szomjas, 

Lemosni szennyét, te átkos céda! 

Nem! Most nincs itt bohóc!

Nem! Én most az vagyok, aki meglelt, 

Midőn éhezve, fázva,

Elhagyatva bolyongtál, 

S ki akkor fölszedett, 

S adott nevet,

A szeretett őrült lázba!!!

(…)
Hamarosan ezután bekövetkezik a tragédia: Canio önkívületében szíven szúrja Neddát, majd a segítségére rohanó Silviót is leszúrja. A jelenet és az opera Canio kijelentésével ér véget: „La commedia è finita!” / „Vége a komédiának!”.

## Jelentősebb áriák
- Prológus ("Si può? … Signore! Signori! … Un nido di memorie") (Tonio)
- "Un tal gioco" (Canio)
- "Stridono lassù" (Nedda)
- "Nedda! Silvio, a quest'ora" (Silvio, Nedda)
- "E fra quest'ansie…E allor perchè" (Silvio)
- "Vesti la giubba" (Canio)
- "Ohe! Ohe! Presto!" (Kórus)
- "O Colombina" (Beppe)
- "No, Pagliaccio non son" (Canio)

## Válogatott felvételek
Közösen Pietro Mascagni Parasztbecsület (Cavalleria Rusticana) című operájával.
| Év   | Szereplők (Canio, Nedda, Tonio)                 | Karmester, Operaház és karmester                          | Kiadó                            |
| ---- | ----------------------------------------------- | --------------------------------------------------------- | -------------------------------- |
| 1954 | Giuseppe Di Stefano, Maria Callas, Tito Gobbi   | Tullio Serafin, La Scala zenekara és kórusa               | Audio CD: EMI Classics           |
| ??   | Luciano Pavarotti, Mirella Freni, Ingvar Wixell | Giuseppe Patanè, National Philharmonic zenekara és kórusa | Audio CD: Decca Records Classics |
| ??   | Franco Corelli, Lucine Amara, Tito Gobbi        | Lovro von Matačić La Scala zenekara és kórusa             | Audio CD: EMI Classics           |
| 1981 | Plácido Domingo, Teresa Stratas, Juan Pons      | Georges Prêtre La Scala zenekara és kórusa                | DVD: Deutsche Grammophon (Film)  |

Külön-felvételek:
| Év   | Előadó (Canio, Nedda, Tonio)                            | Karmester, Operaház és zenekar                     | Kiadó                            |
| ---- | ------------------------------------------------------- | -------------------------------------------------- | -------------------------------- |
| 1934 | Beniamino Gigli, Pacetti, Basiola                       | Franco Ghione, La Scala zenekara és kórusa         | Audio CD: Naxos Records          |
| ??   | Carlo Bergonzi, Joan Carlyle, Giuseppe Taddei           | Herbert von Karajan, La Scala zenekara és kórusa   | Audio CD: Deutsche Grammophon    |
| 1953 | Jussi Björling, Victoria de los Angeles, Leonard Warren | Renato Cellini RCA Victor zenekara és kórusa       | Audio CD: EMI Classics           |
| ??   | Richard Tucker, Lucine Amara, Giuseppe Valdengo         | Fausto Cleva Metropolitan Opera zenekara és kórusa | LP: Columbia Masterworks Records |
| 1971 | Plácido Domingo, Montserrat Caballé, Sherrill Milnes    | Nello Santi London Symphony zenekara és kórusa     | Audio CD: RCA                    |

## Média
Enrico Caruso előadásában, a felvétel 1907. március 17-én készült
Enrico Caruso előadásában